# Яковець Іван Іванович
Іван Іванович Яковець (1923 — ?) — український радянський діяч, голова колгоспу «Україна» Здолбунівського району Рівненської області. Депутат Верховної Ради СРСР 6-го скликання.

## Життєпис
Освіта середня.
З 1941 по 1943 рік воював у радянському партизанському загоні, учасник німецько-радянської війни.
У 1944—1952 роках — завідувач молокозаводу; технічний керівник, технолог маслозаводу; комірник пивзаводу; директор районного харчокомбінату у Ровенській області.
Член ВКП(б) з 1950 року.
У 1952—1954 роках — голова виконавчого комітету Здолбунівської міської ради депутатів трудящих; заступник голови виконавчого комітету Здолбунівської районної ради депутатів трудящих Ровенської області; звільнений секретар партійної організації колгоспу.
З 1954 року — голова колгоспу імені 70-річчя Сталіна (потім — «Україна») села Здовбиця Здолбунівського району Ровенської області.
Потім — на пенсії.

## Нагороди
- орден Леніна (26.02.1958)
- орден Жовтневої Революції
- ордени
- медалі